# Grå vadarsvala
Grå vadarsvala (Glareola cinerea) är en afrikansk fågel i familjen vadarsvalor inom ordningen vadarfåglar. Den förekommer utmed floder i Väst- och Centralafrika. Beståndet anses vara livskraftigt.

## Utseende och läten
Grå vadarsvala är en liten (18-20 cm) och kompakt grå vadarsvala. Undersidan är vit, ovansidan ljusgrå, bröstet beigefärgat och nacken ljust kastanjebrun. Den har tydligt röda ben och röd näbbas. I flykten syns ett tydligt svart, vitt och grått mönster á la tärnmås. Vingundersidan är vit, kantat av svart på vingens yttre del. Den korta, grunt kluvna stjärten är vit med ett svart ändband. Lätet består av en accelerande serie "zi".

## Utbredning och systematik
Grå vadarsvala förekommer utmed floder från Mali till Kamerun, västra Demokratiska republiken Kongo och nordvästra Angola. Den behandlas som monotypisk, det vill säga att den inte delas in i några underarter. Arten är nära släkt med mindre vadarsvala (G. lactea).

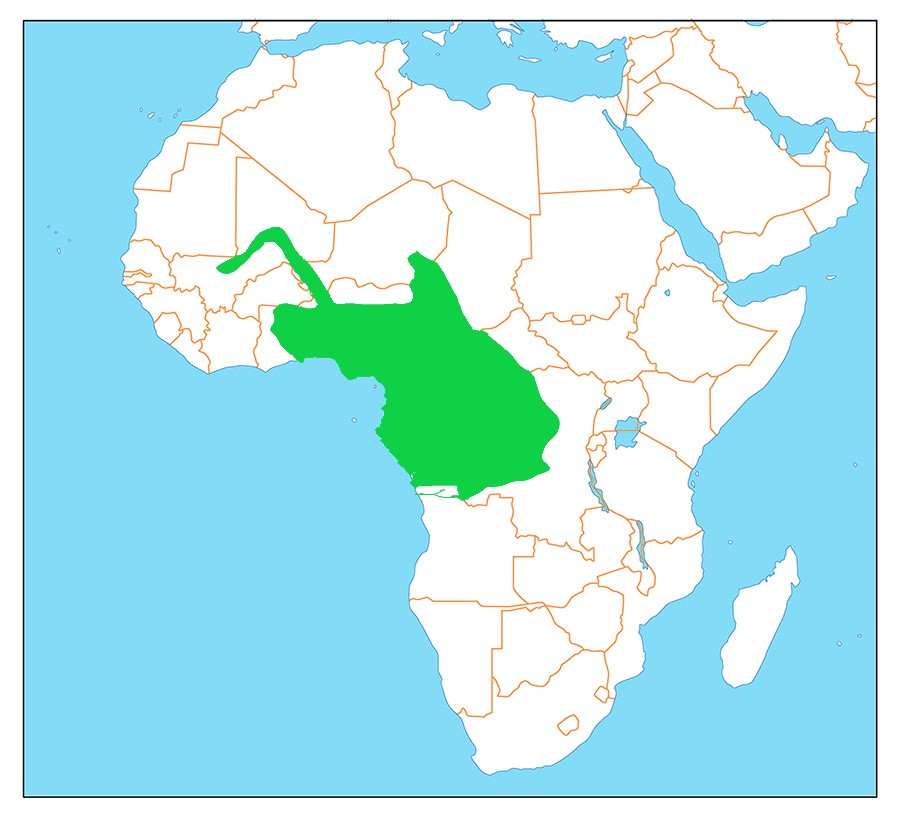
Grå vadarsvalans utbredning.

## Levnadssätt
Vadarsvalor är tärnlika vadarfåglar som mestadels födosöker i luften, men kan också springa snabbt på marken. Fågeln livnär sig på flugor, skalbaggar, spindlar och små gräshoppor som den fångar i grupp, mestadels kvällstid. Den hittas på sandbankar utmed långsamt flytande floder. När de översvämmas söker de sig till kusten eller andra våtmarker. Fågeln lägger ägg mellan mars och maj i Niger, mars–juni i Nigera, februari i Gabon och februari–mars samt juni–augusti i Demokratiska republiken Kongo.

## Status och hot
Grå vadarasvala har ett stort utbredningsområde, men världspopulationen är relativt liten, bestående av endast 11 000–35 000 individer. Enligt Wetlands International är dess populationsutveckling okänd, men internationella naturvårdsunionen IUCN gör bedömningen att den tros vara stabil i frånvaro av belägg för att den minskar i antal och anmärkningsvärda hot. Arten listas därför av IUCN som livskraftig. Den påverkas dock av störningar från människan och av habitatförstörelse genom dammbyggen. Exempelvis orsakade byggandet av Voltasjön i Ghana att grå vadarsvala försvann från landet.

## Namn
Grå vadarsvalans vetenskapliga artnamn cinereus är latin för "askgrå".